# 顿珠林寺
顿珠林寺，位于西藏自治区日喀则市吉隆县，是一座藏传佛教宁玛派寺院。

## 简介
顿珠林寺位于西藏自治区日喀则市吉隆县。该寺属于宁玛派。该寺也是吉隆县宗教活动场所之一。
2011年11月，旦增出任顿珠林寺专职特派员。作为一名驻寺干部，旦增协助顿珠林寺所在地的中共党委、人民政府开展民族团结宣传教育。他还帮汉族同事学藏语及藏族历史、藏传佛教知识，让汉族同事帮藏族同事及顿珠林寺僧人学汉语。他还帮助顿珠林寺落实寺庙“九有”政策。2012年，旦增还个人出资作为医疗费用，送顿珠林寺一位僧人到医院治病。2012年底，旦增到吉隆县政府部门争取维修物资，他个人出施工费，为一位僧人维修了年久失修的僧舍。2013年，旦增被评为西藏自治区民族团结进步模范个人。
2014年度西藏自治区和谐模范寺庙暨爱国守法先进僧尼评选中，顿珠林寺8名僧人被评为爱国守法先进僧尼。